# 埃列娜·默尔格里特
埃列娜·默尔格里特（羅馬尼亞語：Elena Mărgărit，1936年10月25日—），罗马尼亚女子竞技体操运动员。她曾代表罗马尼亚获得1956年和1960年夏季奥运会体操比赛女子团体全能铜牌。